# Dorayaki
Dorayaki (jap. どら焼き, どらやき, 銅鑼焼き, ドラ焼き dora-yaki) – rodzaj japońskich słodyczy w postaci złożonych dwóch małych, słodkich naleśników wykonanych z ciasta kasutera (rodzaj biszkoptu, przywieziony przez kupców portugalskich w XVI wieku; nazwa pochodzi od pão de Castella, „chleb z Kastylii”) z nadzieniem ze słodkiej pasty z czerwonej fasoli.  
Dorayaki są podobne do imagawa-yaki, podawanych na gorąco, nadziewanych przeważnie dżemem z fasoli, ale coraz częściej także innym nadzieniem, jak: krem waniliowy, budyń. Pierwotnie dorayaki składał się tylko z jednej warstwy. Jego obecny kształt został wymyślony w 1914 roku przez Usagiya w dzielnicy Ueno w Tokio.
W języku japońskim dora oznacza „gong” i ze względu na podobieństwo kształtów, jest to prawdopodobne pochodzenie nazwy tego ciastka.   
Legenda głosi, że pierwsze dorayaki zostały wykonane, gdy samuraj o imieniu Benkei zapomniał o gongu (dora) po opuszczeniu domu rolnika, u którego ukrywał się, a rolnik następnie użył gongu do smażenia naleśników.

## Inne nazwy

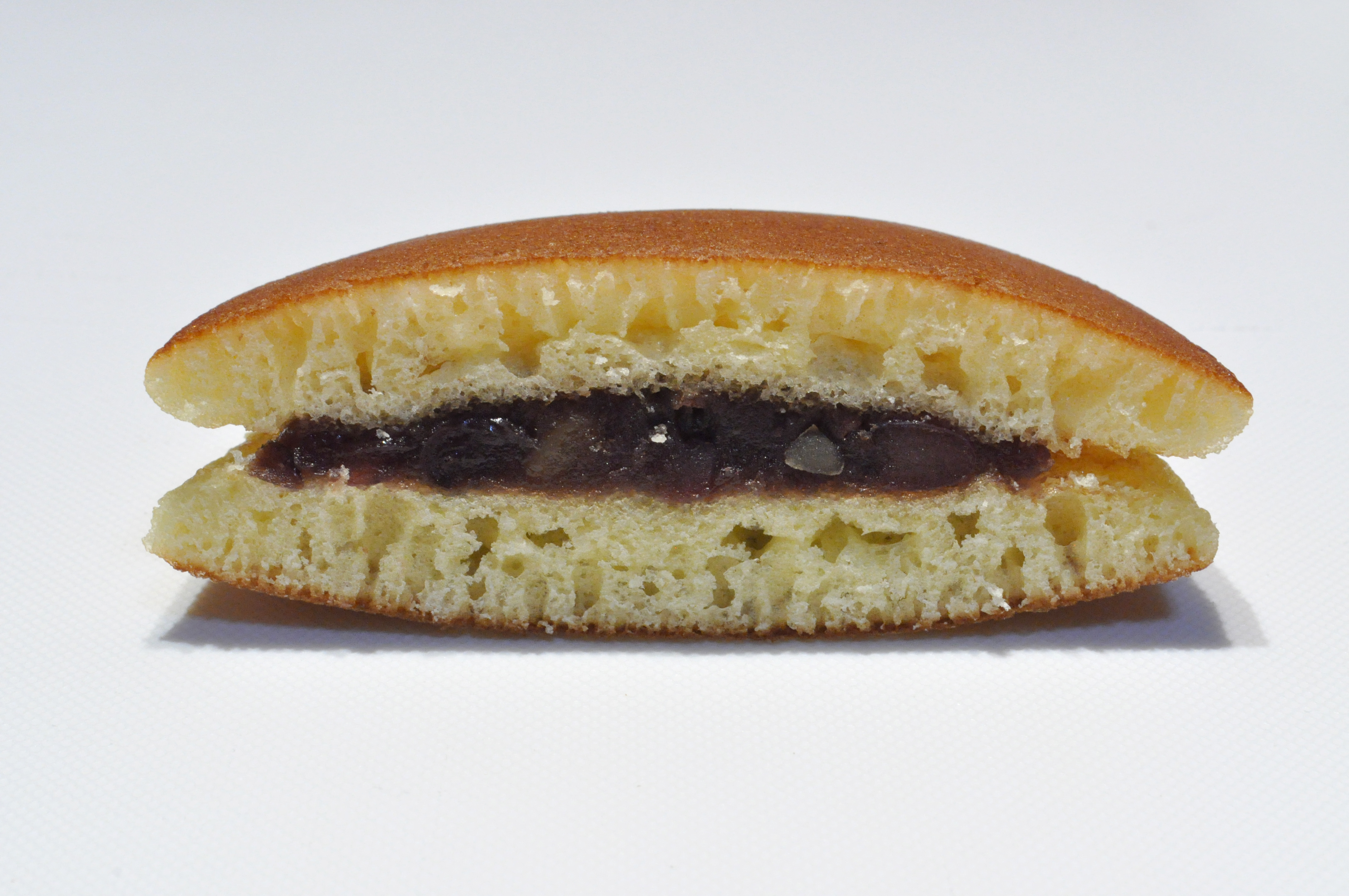
Przekrój dorayaki

W rejonie Kansai, miast Osaka czy Nara, ta słodkość jest często nazywana mikasa (三笠). Słowo pierwotnie oznaczało potrójny słomkowy kapelusz, ale także alternatywną nazwę wzgórza Wakakusa (342 m n.p.m.) o łagodnym zboczu, położonym w mieście Nara, dawnej stolicy Japonii. Jest tam dostępna także większa mikasa, o średnicy około 30 cm. 

## W kulturze popularnej
Japońska postać manga i anime, Doraemon, uwielbia dorayaki, dlatego jest przedstawiany z jego ulubionym jedzeniem, w angielskim dubbingu, Nobita (Noby) nazywa ją "pysznymi bułeczkami" (ang. yummy buns) jako alternatywną nazwą. Były one elementem fabuły kilka razy w całej serii. Doraemon jest uzależniony od dorayaki i wpada w każdą pułapkę z nimi związaną. Od 2000 roku firma Bunmeido sprzedaje ograniczoną wersję dorayaki o nazwie Doraemon Dorayaki co roku około marca i września. Od 2015 roku JFC International produkuje Doraemon Dorayaki na rynek północnoamerykański. 
W 2015 reżyserka Naomi Kawase nakręciła film Kwiat wiśni i czerwona fasola. Obraz opowiadał o starszej kobiecie, która ma sekretny przepis na prawdziwie transcendentne dorayaki (anko – to słodka pasta z czerwonej fasoli, stanowi zawartość dorayaki). 
Popularny mem internetowy zawiera obraz Oolonga (królika), który balansuje dorayaki na głowie.